# Saint-Jean-de-Rives
Saint-Jean-de-Rives ist eine französische Gemeinde mit 512 Einwohnern (Stand: 1. Januar 2022) im Département Tarn in der Region Okzitanien. Sie gehört zum Kanton Les Portes du Tarn und zum Arrondissement Castres. Die Bewohner nennen sich Saint-Jean-de-Rivois. 
Nachbargemeinden sind Saint-Lieux-lès-Lavaur im Nordwesten und im Norden, Giroussens im Nordosten, Ambres im Osten und im Südosten, Lavaur im Süden und Lugan im Südwesten und im Westen.

## Bevölkerungsentwicklung
| Jahr      | 1962 | 1968 | 1975 | 1982 | 1990 | 1999 | 2008 | 2015 |
| --------- | ---- | ---- | ---- | ---- | ---- | ---- | ---- | ---- |
| Einwohner | 160  | 190  | 200  | 214  | 220  | 242  | 368  | 477  |